# Liliana Miccio
Liliana Miccio (Cava de' Tirreni, 30 maggio 1989) è una cestista italiana.
Ala di 181 cm, ha giocato in Serie A1 con Palermo.